# Хэй, Люси, графиня Карлайл
Люси Хэй (урожденная Перси), графиня Карлайл (1599 — 5 ноября 1660) (eng. Lucy Hay, Countess of Carlisle, née Percy) была придворной дамой, известной своей красотой и остроумием. Она принимала участие во многих политических интригах во время английской гражданской войны (англ. English Civil War).
В 1626 году назначена камер-фрейлиной королевы Англии Генриетты Марии.

## Биография
Люси Перси была младшей дочерью Генри Перси, 9-го графа Нортумберленд (известного как «Колдовской Граф»), и его жены леди Дороти Деверё. В 1617 году она вышла замуж за Джеймса Хея, графа Карлайл. Очарование графини было воспето современниками в стихах (Томас Кэри, Уильям Картрайт, Роберт Херрик и Джон Саклинг) и прозе (сэр Тоби Мэттью).
Она была заметной фигурой при дворе короля Карла I. Также она была любовницей Томаса Вентворта и Джона Пима, его парламентского противника. Позже — брошенная любовница герцога Бекингема, ставшая агентом Ришельё из ревности.
В 1647 году была на стороне умеренных пресвитериан, установила связь с принцем Чарльзом (будущим Карлом II), когда он был в блокаде на Темзе. После казни в 1649 году Карла I, она была арестована, её посадили в Тауэр. 
Была освобождена под залог в сентябре 1650 года.
Умерла после реставрации монархии от инсульта 5 ноября 1660 года.